# ゴーキース・ヘルナンデス
- ゴルキース・エルナンデス

ゴーキース・グスタボ・ヘルナンデス・ルーゴ（Gorkys Gustavo Hernandez Lugo, 1987年9月7日 - ）は、ベネズエラのスクレ州グイリア出身のプロ野球選手（外野手）。右投右打。現在は、フリーエージェント（FA）。愛称はカサドール（Cazador）。

## 経歴

### プロ入りとタイガース傘下時代
2005年にアマチュア・フリーエージェントでデトロイト・タイガースと契約してプロ入り。
2006年に傘下のルーキー級ガルフ・コーストリーグ・タイガースでプロデビュー。50試合に出場して打率.327、5本塁打、23打点、20盗塁を記録した。
2007年はA級ウェストミシガン・ホワイトキャップスでプレーし、124試合に出場して打率.293、4本塁打、50打点、54盗塁を記録した。また、この年はオールスター・フューチャーズゲームに選出され、ミッドウェストリーグのMVPにも輝いた。

### ブレーブス傘下時代
2007年10月28日にエドガー・レンテリアとのトレードで、ジェイアー・ジャージェンス + 金銭と共にアトランタ・ブレーブスへ移籍した。
2008年は傘下のA+級マートルビーチ・ペリカンズでプレーし、100試合に出場して打率.264、5本塁打、42打点、20盗塁を記録した。また、2年連続でオールスター・フューチャーズゲームに選出された。
2009年は開幕からAA級ミシシッピ・ブレーブスでプレーした。

### パイレーツ時代
2009年6月3日にネイト・マクラウスとのトレードで、チャーリー・モートン、ジェフ・ロックと共にピッツバーグ・パイレーツへ移籍した。移籍後は傘下のAA級アルトゥーナ・カーブでプレーし、移籍前を含めて2球団合計で138試合に出場して打率.282、3本塁打、50打点、19盗塁を記録した。
2010年は一年間AA級アルトゥーナでプレーし、92試合に出場して打率.266、2本塁打、26打点、17盗塁を記録した。また、2年ぶりにオールスター・フューチャーズゲームに選出された。
2011年はAAA級インディアナポリス・インディアンスでプレーし、126試合に出場して打率.283、1本塁打、40打点、21盗塁を記録した。
2012年は開幕をAAA級インディアナポリスで迎えた。5月21日のニューヨーク・メッツ戦でメジャーデビュー。

### マーリンズ時代
2012年7月31日にギャビー・サンチェスとのトレードで、カイル・カミンスカと共にマイアミ・マーリンズへ移籍した。この年メジャーでは移籍前を含めて2球団合計で70試合に出場して打率.192、3本塁打、13打点、7盗塁を記録した。
2013年は開幕からAAA級ニューオーリンズ・ゼファーズでプレーした。

### ロイヤルズ傘下時代
2013年7月22日にアレックス・マクルーアとのトレードで、カンザスシティ・ロイヤルズへ移籍した。移籍後は傘下のAAA級オマハ・ストームチェイサーズでプレーし、移籍前を含めて2球団合計で124試合に出場して打率.263、6本塁打、32打点、25盗塁を記録した。また、この年はメジャーでの出場は無かった。
2014年は開幕からAAA級オマハでプレーした。

### ホワイトソックス傘下時代
2014年4月10日に金銭トレードで、シカゴ・ホワイトソックスへ移籍した。傘下のAAA級シャーロット・ナイツでプレーし、移籍前を含めて2球団合計で51試合に出場して打率.233、9打点、8盗塁を記録していたが、6月11日に自由契約となった。

### メキシカンリーグ時代
2014年6月15日にメキシカンリーグのキンタナロー・タイガースと契約した。キンタナローでは24試合に出場して打率.378、18打点、8盗塁を記録した。

### パイレーツ復帰
2014年12月1日にパイレーツとマイナー契約を結び、2015年のスプリングトレーニングに招待選手として参加することになった。
2015年は開幕をAAA級インディアナポリスで迎え、6月28日にメジャー契約を結んでアクティブ・ロースター入りした。7月30日に40人枠を外れる形でAAA級インディアナポリスへ配属された。この年はAAA級インディアナポリスで104試合に出場して打率.288、6本塁打、42打点、17盗塁を記録した。また、パイレーツでは8試合に出場して無安打だった。10月14日にFAとなった。

### ジャイアンツ時代
2015年10月23日にサンフランシスコ・ジャイアンツとマイナー契約を結び、2016年のスプリングトレーニングに招待選手として参加することになった。
2016年は開幕から傘下のAAA級サクラメント・リバーキャッツでプレーし、116試合に出場して打率.302、8本塁打、51打点、2盗塁を記録した。8月23日にグレゴール・ブランコの故障者リスト入りに伴ってメジャー契約を結んでアクティブ・ロースター入りした。この年ジャイアンツでは26試合に出場して打率.259、2本塁打、4打点を記録した。
2017年は128試合に出場して打率.255、22打点、12盗塁を記録した。
2018年は142試合に出場して打率.234、15本塁打、40打点、8盗塁を記録した。オフの11月30日にノンテンダーFAとなった。

### レッドソックス時代
2018年12月13日にボストン・レッドソックスとマイナー契約を結び、2019年のスプリングトレーニングに招待選手として参加することになった。
2019年は開幕から傘下のAAA級ポータケット・レッドソックスでプレーし、123試合に出場して打率.219、16本塁打、53打点、20盗塁を記録した。9月1日にメジャー契約を結んでアクティブ・ロースター入りした。この年メジャーでは20試合に出場して打率.143、2打点、1盗塁を記録した。レギュラーシーズン終了後の10月18日にマイナー契約でAAA級ポータケットへ配属され、21日にFAとなった。

### レッドソックス退団後
2020年2月にシカゴ・ホワイトソックスとマイナー契約を結んだが、6月13日に自由契約となった。12月18日にメキシカンリーグのプエブラ・パロッツと契約した。
2021年6月23日にモンテレイ・サルタンズにトレード移籍したが、7月13日に自由契約となった。7月17日にメキシコシティ・レッドデビルズと契約したが、8月7日に自由契約となった。

## 詳細情報

### 年度別打撃成績
| 年 度    | 球 団    | 試 合 | 打 席 | 打 数 | 得 点 | 安 打 | 二 塁 打 | 三 塁 打 | 本 塁 打 | 塁 打 | 打 点 | 盗 塁 | 盗 塁 死 | 犠 打 | 犠 飛 | 四 球 | 敬 遠 | 死 球 | 三 振 | 併 殺 打 | 打 率 | 出 塁 率 | 長 打 率 | O P S |
| -------- | -------- | ----- | ----- | ----- | ----- | ----- | -------- | -------- | -------- | ----- | ----- | ----- | -------- | ----- | ----- | ----- | ----- | ----- | ----- | -------- | ----- | -------- | -------- | ----- |
| 2012     | PIT      | 25    | 26    | 24    | 2     | 2     | 0        | 0        | 0        | 2     | 2     | 2     | 0        | 0     | 0     | 1     | 0     | 1     | 5     | 1        | .083  | .154     | .083     | .237  |
| 2012     | MIA      | 45    | 147   | 132   | 16    | 28    | 2        | 3        | 3        | 45    | 11    | 5     | 2        | 1     | 0     | 12    | 0     | 2     | 37    | 1        | .212  | .288     | .341     | .629  |
| '12計    | MIA      | 70    | 173   | 156   | 18    | 30    | 2        | 3        | 3        | 47    | 13    | 7     | 2        | 1     | 0     | 13    | 0     | 3     | 42    | 2        | .192  | .267     | .301     | .569  |
| 2015     | PIT      | 8     | 5     | 5     | 0     | 0     | 0        | 0        | 0        | 0     | 0     | 1     | 0        | 0     | 0     | 0     | 0     | 0     | 0     | 0        | .000  | .000     | .000     | .000  |
| 2016     | SF       | 26    | 57    | 54    | 7     | 14    | 5        | 0        | 2        | 25    | 4     | 0     | 1        | 0     | 0     | 3     | 0     | 0     | 11    | 0        | .259  | .298     | .463     | .761  |
| 2017     | SF       | 128   | 348   | 310   | 40    | 79    | 20       | 1        | 0        | 101   | 22    | 12    | 4        | 2     | 2     | 31    | 3     | 3     | 73    | 6        | .255  | .327     | .326     | .652  |
| 2018     | SF       | 142   | 451   | 414   | 52    | 97    | 16       | 2        | 15       | 162   | 40    | 8     | 5        | 2     | 4     | 27    | 1     | 4     | 113   | 14       | .234  | .285     | .391     | .676  |
| 2019     | BOS      | 20    | 57    | 49    | 5     | 7     | 1        | 2        | 0        | 12    | 2     | 1     | 0        | 2     | 1     | 5     | 0     | 0     | 14    | 0        | .143  | .218     | .245     | .463  |
| MLB：6年 | MLB：6年 | 394   | 1091  | 988   | 122   | 227   | 44       | 8        | 20       | 347   | 81    | 29    | 12       | 7     | 7     | 79    | 4     | 10    | 253   | 22       | .230  | .292     | .351     | .643  |

- 2020年度シーズン終了時

### 年度別守備成績
| 年 度 | 球 団 | 左翼（LF） | 左翼（LF） | 左翼（LF） | 左翼（LF） | 左翼（LF） | 左翼（LF） | 中堅（CF） | 中堅（CF） | 中堅（CF） | 中堅（CF） | 中堅（CF） | 中堅（CF） | 右翼（RF） | 右翼（RF） | 右翼（RF） | 右翼（RF） | 右翼（RF） | 右翼（RF） |
| 年 度 | 球 団 | 試 合      | 刺 殺      | 補 殺      | 失 策      | 併 殺      | 守 備 率   | 試 合      | 刺 殺      | 補 殺      | 失 策      | 併 殺      | 守 備 率   | 試 合      | 刺 殺      | 補 殺      | 失 策      | 併 殺      | 守 備 率   |
| ----- | ----- | ---------- | ---------- | ---------- | ---------- | ---------- | ---------- | ---------- | ---------- | ---------- | ---------- | ---------- | ---------- | ---------- | ---------- | ---------- | ---------- | ---------- | ---------- |
| 2012  | PIT   | 13         | 17         | 0          | 0          | 0          | 1.000      | 2          | 4          | 0          | 0          | 0          | 1.000      | 6          | 2          | 0          | 0          | 0          | 1.000      |
| 2012  | MIA   | 1          | 0          | 0          | 0          | 0          | ----       | 35         | 83         | 1          | 0          | 0          | 1.000      | -          | -          | -          | -          | -          | -          |
| '12計 | MIA   | 14         | 17         | 0          | 0          | 0          | 1.000      | 37         | 87         | 1          | 0          | 0          | 1.000      | 6          | 2          | 0          | 0          | 0          | 1.000      |
| 2015  | PIT   | 4          | 1          | 0          | 0          | 0          | 1.000      | -          | -          | -          | -          | -          | -          | 2          | 0          | 0          | 0          | 0          | ----       |
| 2016  | SF    | 2          | 4          | 0          | 0          | 0          | 1.000      | 14         | 21         | 1          | 0          | 0          | 1.000      | 6          | 3          | 1          | 0          | 0          | 1.000      |
| 2017  | SF    | 57         | 60         | 1          | 0          | 0          | 1.000      | 50         | 104        | 1          | 1          | 0          | .991       | 20         | 20         | 2          | 1          | 0          | .957       |
| 2018  | SF    | 37         | 53         | 0          | 1          | 0          | .981       | 86         | 196        | 3          | 5          | 1          | .975       | 9          | 11         | 0          | 0          | 0          | 1.000      |
| 2019  | BOS   | 6          | 7          | 0          | 0          | 0          | 1.000      | 2          | 6          | 0          | 0          | 0          | 1.000      | 7          | 11         | 1          | 1          | 0          | .923       |
| MLB   | MLB   | 120        | 142        | 1          | 1          | 0          | .993       | 189        | 414        | 6          | 6          | 1          | .986       | 50         | 47         | 4          | 2          | 0          | .962       |

- 2020年度シーズン終了時

### 表彰
MiLB
- ミッドウェストリーグMVP：1回（2007年）

### 記録
MiLB
- オールスター・フューチャーズゲーム選出：3回（2007年、2008年、2010年）

### 背番号
- 62（2012年 - 同年途中）
- 2（2012年途中 - 同年終了）
- 51（2015年）
- 66（2016年 - 2017年）
- 7（2018年）
- 47（2019年）